# Sobralia mucronata
Sobralia mucronata är en orkidéart som beskrevs av Oakes Ames och Charles Schweinfurth. Sobralia mucronata ingår i släktet Sobralia och familjen orkidéer. Inga underarter finns listade i Catalogue of Life.